# Badiu
Badiu (auch: Badio) ist eine Variante des kapverdischen Kreolisch und auch eine ethnische Gruppe auf den Kapverden, die die Insel Santiago bevölkert.
Als Ursprung des Wortes werden zwei Erklärungen gegeben:
- vadiu  (altport.: Entflohener)
- baldio (port.: aufgelassen, abgelegen für Land und Landschaften)

Badius waren zurückgezogen lebende Gemeinschaften aus entlaufenen Sklaven und Sträflingen im Inneren der Insel mit einem besonderen Verhaltenskodex, der sie vor dem Wiedereingefangenwerden schützte. Ihre Unabhängigkeit, Selbstorganisation in einer christlichen Religion mit Laienpredigt und ihre Unerschrockenheit bei Überfällen auf Gutshöfe verschaffte ihnen bei Freien und Sklaven ein besonderes Ansehen, das zwischen Furcht und Bewunderung schwankte.
Als im späten 19. Jahrhundert und im Kampf um die Unabhängigkeit (siehe Amílcar Cabral) kapverdisches Nationalbewusstsein entstand, identifizierte sich die Bevölkerung Santiagos mit den Traditionen der Badius und der Begriff wurde zur Bezeichnung der gesamten Bevölkerung und der Sprache der Insel.
In Badiu werden Angehörige und Sprache anderer Volksgruppen Kap Verdes als Sampadjudu bezeichnet.